# کریگ لوین
کریگ لوین (انگلیسی: Craig Levein؛ زادهٔ ۲۲ اکتبر ۱۹۶۴) بازیکن سابق و مربی فوتبال اهل اسکاتلند است.
از باشگاه‌هایی که در آن بازی کرده‌است می‌توان به باشگاه فوتبال هارت آف میدلوتیان اشاره کرد.
وی همچنین در تیم ملی فوتبال اسکاتلند بازی کرده‌است.